# Vérnyomás

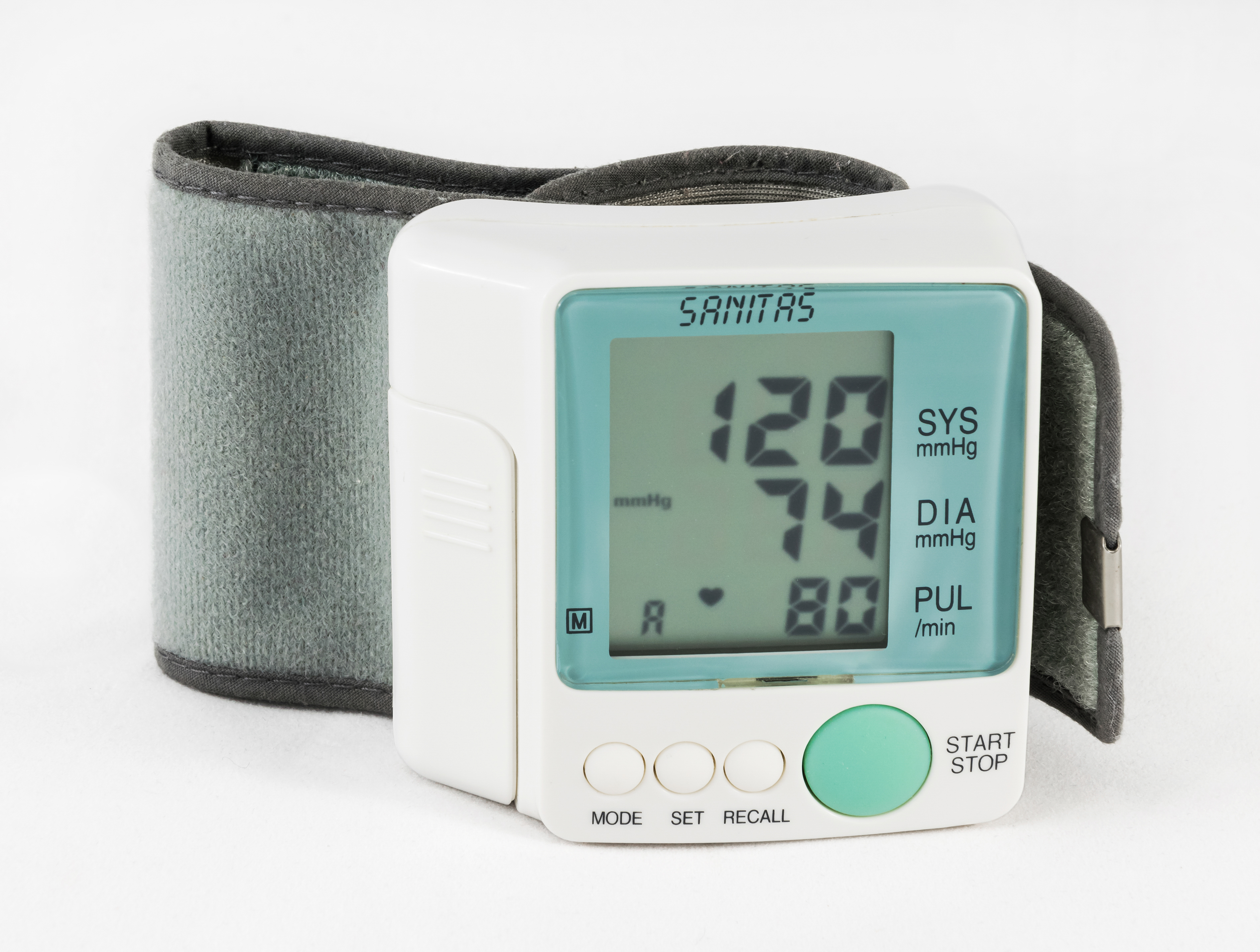
Egyszerű, otthoni vérnyomásellenőrzésre alkalmas, csuklóra helyezhető automata vérnyomásmérő

A vérkeringés juttatja el a szükséges vért a test különböző részeihez. A vér szállítja a szervekhez az oxigént, tápanyagokat, szabályozó anyagokat és távolítja el az anyagcsere végtermékeit. A vérkeringés fenntartásához szükséges a vérnyomás: a vérpálya központi és környéki része közötti nyomáskülönbség.
A vérnyomás a keringési rendszerben a vérnek az erek falára kifejtett nyomása. A vérnyomás alatt általánosságban, a nagy artériákban mérhető nyomást értjük. Az artériák kisebb ágakra történő oszlásával a vérnyomás is csökken, a legjelentősebb esés a hajszálerek előtti kis verőerekben (precapillaris arteriola) következik be. A hajszálerek artériás végén a vérnyomás valamivel nagyobb, mint a vénás végen. Ez a nyomáskülönbség eredményezi azt, hogy a hajszálerek artériás végén víz és kismolekulájú anyagok szűrődnek ki a szövet közötti térbe, majd a vénás végen visszaszívódnak. Ez eredményezi a szöveti (sejtközötti) folyadék cserélődését. A vénás végen a visszaszívódás kisebb, mint az artériás végen a kiszűrődés. A felesleget a nyirokérrendszer (nyirokkeringés) vezeti el. A vénákban a nyomás alacsony és szakaszonként változó. A velük közös hüvelyben futó verőerek pulzálása, a környező szervek és testüregek nyomása határozza meg. A megfelelő irányú véráramlást főleg a vénák billentyűi biztosítják. A felnőtt ember vérnyomásértékei a következők lehetnek:
| Osztályozás (JNC7)            | Szisztolés nyomás | Szisztolés nyomás | Diasztolés nyomás | Diasztolés nyomás |
| Osztályozás (JNC7)            | Hgmm              | kPa               | Hgmm              | kPa               |
| ----------------------------- | ----------------- | ----------------- | ----------------- | ----------------- |
| Normál                        | 90–119            | 12–15,9           | 60–79             | 8,0–10,5          |
| Prehipertónia                 | 120–139           | 16,0–18,5         | 80–89             | 10,7–11,9         |
| I. fokozatú hipertónia        | 140–159           | 18,7–21,2         | 90–99             | 12,0–13,2         |
| II. fokozatú hipertónia       | ≥ 160             | ≥ 21,3            | ≥ 100             | ≥ 13,3            |
| Izolált szisztolés hipertónia | ≥ 140             | ≥ 18,7            | < 90              | < 12,0            |

## A vérnyomást fenntartó tényezők

### A szív munkája
A szív ritmusos összehúzódásaival pumpálja a verőerekbe a vért. (A bal kamra a nagy-, a jobb kamra pedig a kis vérkörbe). A két kamra által továbbított vér mennyisége azonos, de a kisvérköri nyomás jóval alacsonyabb. Ennek hatásosságához szükség van az áramlást irányító szívbillentyűk hibátlan működésére is. Az egy összehúzódás (systole) alatt kipumpált vér mennyisége a pulzustérfogat. A szív percenkénti összehúzódásainak száma a szívritmus. A pulzustérfogat és a szívritmus szorzata a perctérfogat, ami a percenként továbbított vér mennyisége. Ez átlagos esetben és nyugalomban 4,5-5,0 liter/perc. Az összehúzódást követően a szívizomzat elernyed (diastole). A két folyamat együttese a szívciklus. A diastole alatt a nagyerek szájadékaiban lévő zsebes (félhold alakú: szemilunáris) billentyűk záródása akadályozza meg, hogy a vér a nagyerekből visszaáramoljon. 

### A perifériás erek áramlási ellenállása
A szív által továbbított véráram számára sem a főverőér (aorta), sem a nagyobb artériák nem jelentenek jelentős áramlási ellenállást. Ezért az ezekben bekövetkező vérnyomásesés is elhanyagolható. A legnagyobb perifériás áramlási ellenállást a kapillárisok előtti — még egyrétegű simaizommal bíró — arteriolák jelentik. A vér így mintegy a szív és az arteriolák közé „szorul”, ami nyomást (vérnyomást) eredményez. Ebben az arteriolák szűkülése és tágulása alapvető szerepet játszik.

### Anagyerekrugalmassága
Az aorta és közvetlen ágai rugalmas (elasztikus) típusú artériák. Ezek a szív összehúzódásakor kitágulnak, és tárolják a szív összehúzódásából eredő energiát. A rugalmas artériáknak ezt a funkcióját a hidraulikából kölcsönzött kifejezéssel szélkazánfunkciónak, illetve német eredetű szakszóval Windkesselfunkciónak nevezik. A szív elernyedésekor a vérnyomást ezeknek az ereknek a rugalmassága tartja fenn. Így alakul ki a vérnyomás két értéke a (szisztolés) és (diasztolés) vérnyomás. (Jelölése: szisztolés/diasztolés és az alkalmazott mértékrendszer pl. 120/80 Hgmm.) A diasztolés érték emelkedése inkább a magas vérnyomás betegség jellemzője, míg a szisztolés és diasztolés érték közötti különbség növekedése — egyéb okokat (pl. billentyűelégtelenség) mellőzve — az erek rugalmasságának csökkenésére utal (időskori érelmeszesedés).

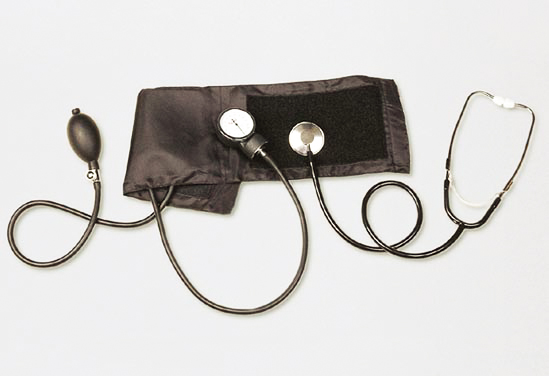
Anaeroid vérnyomásmérő és fonendoszkóp

### A vér térfogata
A normál vérnyomás fenntartásának alapvető feltétele, hogy a vérpálya és a keringő vér térfogata egymásnak megfeleljen. Az egyensúly két alapvető okból szokott megbomlani: A vér térfogatának csökkenése vérvesztés (külső vagy belső vérzés) következtében, vagy a véreloszlás olyan megváltozása, ami csökkenti a ténylegesen keringő vér térfogatát. Ez utóbbira a legjellemzőbb példa a hasi vénák nagymértékű kitágulása. (A beteg „elvérzik” saját hasüregébe. Természetesen tényleges vérzésről ebben az esetben nincs szó.) Kisebb mértékben észlelhető bőséges étkezések után is.

### A vér viszkozitása
A vér viszkozitása növekszik, ha a vörösvértestek száma kórosan magas. Ez jellemző egy viszonylag ritka kórképre (polycythemia vera). Ilyenkor a vörösvértesteket képző rendszer rosszindulatú túlműködése miatt túl sok vörösvértest kerül a vérbe. Megjegyzendő, hogy a kórképben számos — főleg agyi — artériás keringési zavar okoz problémát. Ezek mellett a vérnyomás esetleges változásai lényegében elhanyagolhatóak.

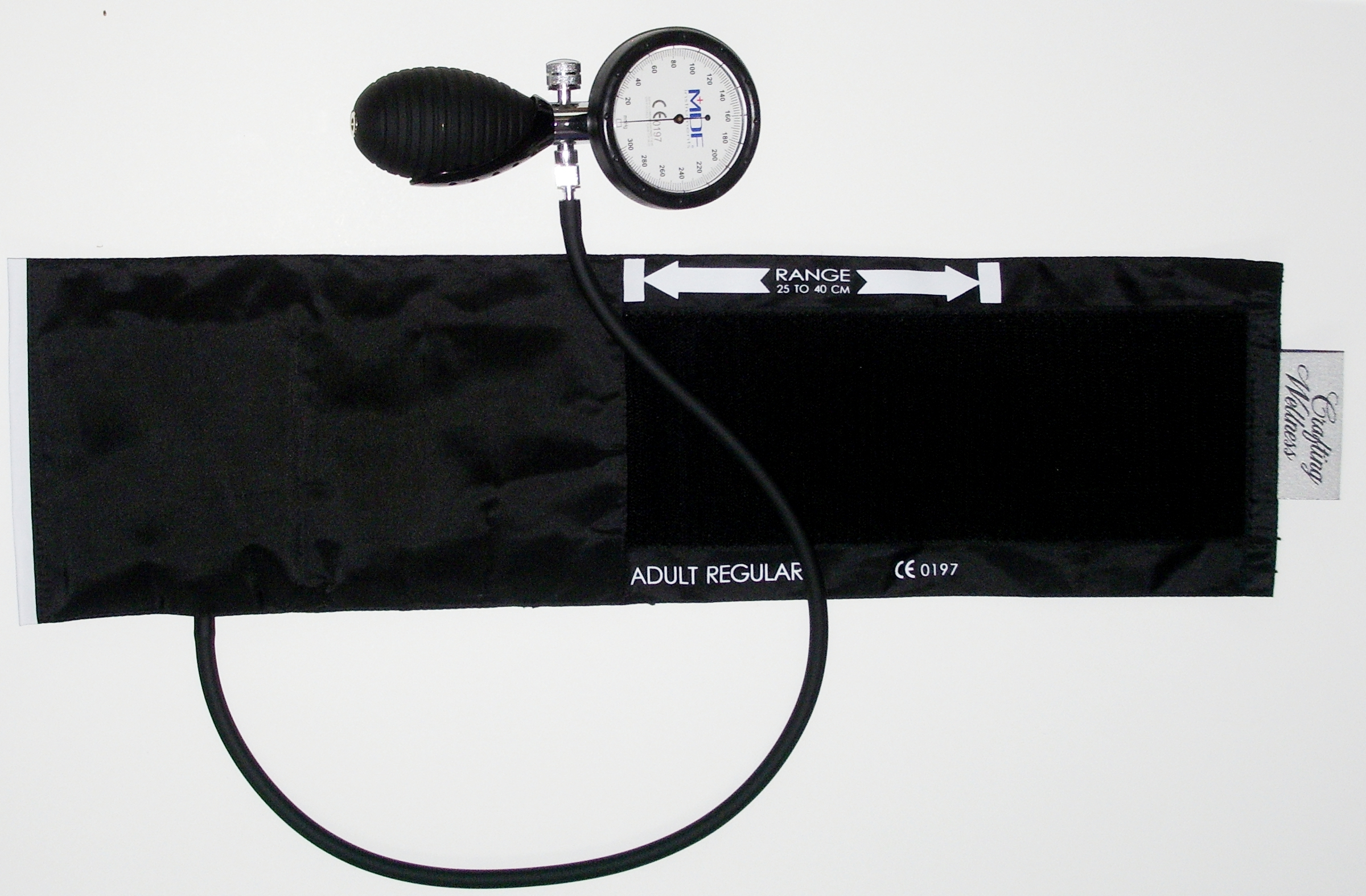
Aneroid vérnyomásmérő felnőttekre való mandzsettával

## A nyugalomban mérhető vérnyomás változása az életkorral
- 1 éves korban — 95/65 Hgmm
- 6—9 éves korban — 100/65 Hgmm
- Felnőttkorban — 110/65 — 140/90 Hgmm

## Vérnyomás a kis vérkörben
A kis vérkörben a szisztolés nyomás 20-25 Hgmm, a diasztolés 7-12 Hgmm, az artériás középnyomás 15 Hgmm.

## A vérnyomás szabályozása

### Idegi

#### Vazomotor központ
A vérnyomás központi szabályozásáért az agytörzsben a hálózatos állományban formatio reticularis található vazomotor központ a felelős. A központ az átáramló vér széndioxid és kisebb mértékben oxigén tartalmára, valamint hőmérsékletére reagál. Funkcionálisan két része van: A presszor központ növeli, a depresszor központ csökkenti a vérnyomást.

#### Baroreceptorok és reflexek
Nyomásérzékelő végződések (baroreceptorok) találhatók a kétoldali közös fejverőér elágazódásánál található tágulatban (sinus caroticus), itt van a kétoldali (glomus caroticum) és az aortaívben. Előbbiből a nyelv-garat ideg [IX.] egyik ága, utóbbiból a bolygóideg [X.] közvetíti a vérnyomásra vonatkozó információkat a központi idegrendszerben a tractus solitarius magjához. Innen ingerületfokozó (excitatoricus) rostok futnak a talamusz bizonyos magjaihoz, amelyek szintén ingerületfokozó rostokat küldenek a gerincvelő szürke állományának oldalsó szarvához. Gátló rostok futnak a vazomotor központ presszor részéhez is. A baroreceptoroknak a vérnyomás növekedésére bekövetkező aktivitása ezen az úton gátolja a szimpatikus aktivitást, ugyanakkor a bolygóidegen keresztül fokozza a paraszimpatikus aktivitást, ezzel csökkenti a vérnyomást. A baroreceptorok mechanikai, feszülést érzékelő receptorok. Ha a vérnyomás emelkedik, ingerületi állapotuk fokozódik, és az előbbi mechanizmuson keresztül, csökkentik a vérnyomást. (Kisebb jelentőségű baroreceptorok a szív fülcséiben és a nagy vénákban (vena cava superior et inferior) is vannak.)
Bainbridge-reflexek: a pitvarok fokozott telítődése növeli a szívfrekvenciát (a szív percenkénti összehúzódásának gyakoriságát).

#### Az autonóm idegrendszer hatásai
Az autonóm idegrendszer a szívre és az erekre hatva befolyásolja a vérnyomást. A vérnyomás szimpatikus hatásra nő, paraszimpatikus hatásra csökken.

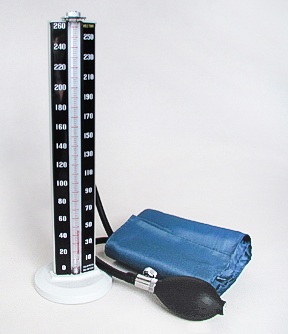
Klinikai higanyos vérnyomásmérő (már nem gyártják-forgalmazzák a veszélyes közeg alkalmazása miatt)

### Hormonális(neuroendokrin)

#### Mellékvese (velő és kéreg)
A mellékvese velőállománya termeli az egyik leghatásosabb vérnyomásemelő hormont, az epinephrint (adrenalint).
A mellékvese kéregállományában termelődő aldoszteron (és más szteroid hormonok) elsősorban a só- és vízháztartáson keresztül befolyásolják a vérnyomást.

#### Vese
A vese a juxtaglomeruláris apparátus által termelt renin-angiotenzin rendszeren keresztül hat a vérnyomásra. Ennek antagonistája az átriális nátriumuretikus peptid.

#### Pajzsmirigy
A pajzsmirigy közvetetten, az anyagcserére kifejtett hatásán keresztül befolyásolja a vérnyomást.

## Magas vérnyomás
A magas vérnyomás (hypertónia) korunk egyik fontos népbetegsége. Részletesen a hivatkozott szócikk tárgyalja.

### A vérnyomás ingadozása
Gyakran egyik jele a magas vérnyomás kialakulása kezdeti szakaszának. Sajnos szinte elkerülhetetlen a magas vérnyomást csökkentő gyógyszerek adagolásának beállításakor. Emellett okozhatják egyéb — elsősorban a belső elválasztású mirigyek rendszerének — működési zavarai, vagy daganatai is. (A mellékvese, pajzsmirigy, agyalapi mirigy, de felléphet terhesség alatt is.) Kezelése alapvetően a kiváltó okok felismerésén és befolyásolhatóságán múlik.

## Alacsony vérnyomás
Az alkati alacsony vérnyomás (hypotensio) sok esetben nem okoz panaszokat, és nem igényel kezelést. Be kell avatkozni, ha levertség, fáradékonyság, aluszékonyság, fejfájás, szédülés vagy más panasz társul hozzá. Bizonyos gyógyszerek mellékhatása, vagy túladagolásának következménye is lehet. Egyes gyógyteák illetve gyógyszerek fogyasztása kontraindikált. Az ingadozó vérnyomás hátterében más betegség is állhat, ezért fokozott odafigyelést igényel. 
Az ájulás átmeneti vérnyomáseséssel járó eszméletvesztés, ami bekövetkezhet spontán, szokatlan lelki megterhelés, undor stb. hatására. Többnyire spontán is megszűnik, esetleg enyhe fizikális ingereket alkalmazó beavatkozás végezhető, vagy injekcióban vérnyomásemelő gyógyszer adható. Veszélye, hogy az átmeneti öntudatlan állapot alatt az egyén sérüléseket okozó hatásoknak lehet kitéve.

## Mérése
Minden vérnyomásmérő eszköz alapvetően öt fő részből áll, közülük az érszakaszt az ún. mandzsetta (egy szövetzsákban elhelyezkedő, felfújható gumipárna) szorítja el, ami rendszerint tépőzárral rögzíthető a karon. Az ebbe pumpált levegő nyomása az izmok és kötőszövetek közvetítésével fejti ki hatását az érfalra, és az eret a felkarcsonthoz szorítva állítja meg a vér áramlását. A vérnyomásmérő pumpájának (modernebb készülékek elektromos kompresszorral működő) segítségével hozzuk létre a méréshez szükséges nyomást. Így zárja el a vizsgált artériában a keringést, majd a nyomás csökkentésekor a pulzus megjelenése (szisztolés vérnyomás) és ismételt eltűnése (diasztolés vérnyomás) jelzi az aktuális vérnyomás értékét. A pumpa leengedésekor szükség van a nyomásváltozás sebességének pontos
beállítására, melyet a korszerű műszerekben mikroprocesszor vezérel. A nyomásmérő egység a hagyományos vérnyomásmérőkön higanyos vagy manométeres rendszer, ma egyre inkább az elektronikus mérőátalakítóval ellátott készülékek terjednek el, és 0—300 Hgmm nyomás mérésére készülnek. A mérés végén a kijelzőn a szisztolés és a diasztolés értéket és a pulzusszámot olvashatjuk le.
A mérés helye lehet:
- A felkarra helyezett, a szisztolés nyomásérték fölé felfújt mandzsetta elszorítja az arteria brachialist. Tartósan magas vérnyomás, cukorbetegség, vesebetegség, ödéma, érszűkület, érelmeszesedés esetén a vérnyomást mindig a felkaron kell mérni!
Illetve, feltéve, hogy a páciens érrendszere jó állapotban van (csak ekkor egyezik meg közelítőleg a felkaron mért értékkel):
- A csuklón: előnye, hogy kisebbek, mint a felkaros mérők, valamint túlsúlyos, kövér egyének is használhatják, hisz a túlsúly kevésbé van hatással a csukló átmérőjére. A legfontosabb probléma a csukló szívhez viszonyított elhelyezkedése, ezért ügyelni kell arra, hogy a szívvel megegyező magasságba emeljük, különben a hidrosztatikai nyomás 20-30 higanymilliméterrel is meghamisíthatja a mérést.
- Az ujjon elhelyezett mérő a vérvolumen-, illetve áramlásváltozás alapján méri a vérnyomást.
További mérési módok az ultrahangos-, a tonometriás vérnyomás meghatározás, valamint a Penaz-féle ujj pletizmográfia - de ezek alkalmazása speciális klinikai területekre és a kutatásra korlátozódik.

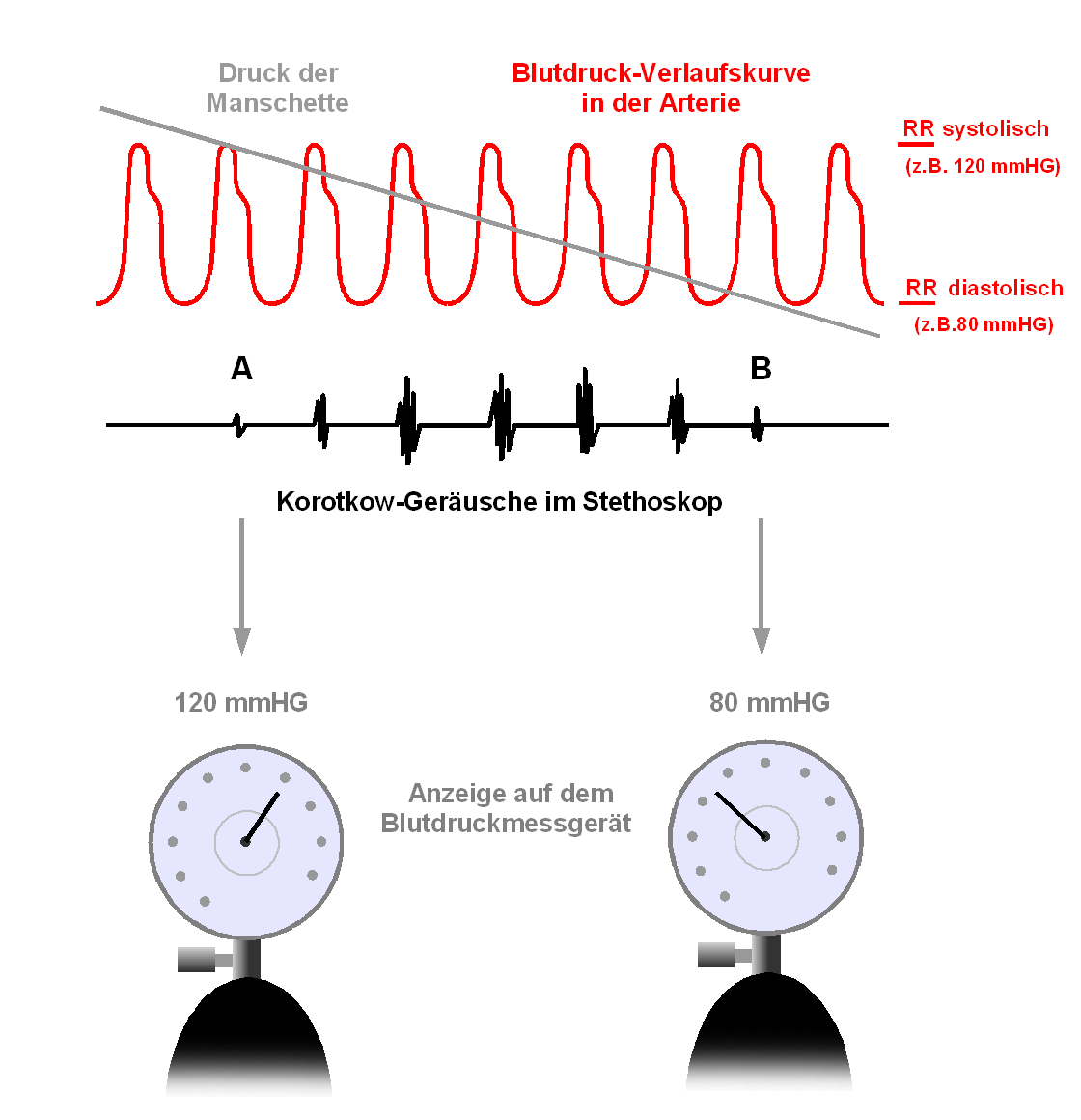
Az először hallható erős koppanó hang (Korotkov 1-es hang) a szisztolés vérnyomás megjelenését mutatja, a hang teljes megszűnése (Korotkov 5-ös hang) a diasztolés vérnyomást jelzi

A bal kamra összehúzódási fázisában a vér egészen addig nem tud átjutni az elszorított érszakaszon, ameddig az artériában a vér nyomása kisebb, mint a mandzsetta nyomása. A nyomás csökkentésével azonban, akkor, amikor az összehúzódó bal kamrához tartozó maximális nyomást, azaz a szisztolés nyomást elérjük, a szív átpréseli a vért a megszorított érszakaszon, lüktető áramlása ismét megindul. A szív elernyedési fázisa alatt a mandzsetta nyomása nagyobb, mint az érben uralkodó nyomás, így az ér a mandzsetta alatt megint összezárul, a fonendoszkópban először ekkor hallható a Korotkov-hang. A hangok az artéria falának összecsapódásától a vér örvénylő áramlásából és az arteria falának rezgéséből származnak, és a szisztolés vérnyomást jelzik. Addig ismétlődnek és hallhatók, míg a mandzsetta nyomása nem csökken a diasztolés vérnyomásérték alá. Ekkor a külső nyomás már annyira alacsony, hogy nem tudja a véreret összeszorítani.
A legújabb, otthoni használatra tervezett készülékek nem a Korotkov-hangokat használják a vérnyomás-értékek meghatározására, hanem az érfal mozgásából származó, a mandzsettában létrejövő 1-2 higanymilliméteres amplitúdójú nyomásváltozást, aminek az érzékelésére egy nagyon érzékeny nyomásmérőegységet építettek be, mely akár 0,05 Hgmm nyomásváltozást is képes detektálni. Ezek, az oszcillometriás elven működő vérnyomásmérők csak akkor adnak pontos eredményt, ha a szív ritmusa szabályos.
Hogy valóban reális vérnyomásértéket kapjunk, közvetlenül a mérés előtt nem szabad megerőltető fizikai-idegi munkát végezni, mozogni, inkább maradjunk nyugalomban. A mérés előtt 30 percig lehetőleg ne fogyasszunk koffein-, illetve alkoholtartalmú italt, ne dohányozzunk. Az öltözet ne zavarja a mérést, ne szorítson. Kényelmes fekvő vagy ülő helyzetben tegyük a bal felkarra a vérnyomásmérő mandzsettáját, amelynek alsó széle könyökhajlattól egy-két ujjnyira legyen. A mandzsettának lötyögés nélkül, de nem szorosan kell a karra simulnia. Figyelnünk kell arra is, hogy ha a vérnyomásmérő mandzsettája túlságosan nagy vagy túlságosan kicsi, akkor a mérés során pontatlan eredményeket kapunk. Pl.: amennyiben a felkar körmérete meghaladja a 36 cm-t, a szokásos szélességű mandzsettával a valóságosnál magasabb értéket mérünk. Mérés közben ne beszéljünk, ne mozogjunk! Az alkart csuklóval fölfelé fektessük az asztalra, a tenyér fölfelé nézzen. Érdemes a felső végtag alá puha, kényelmes támasztékot is helyezni.

## Sokk
A sokk számos okból bekövetkező súlyos, életveszélyes állapot, amely vérnyomáseséssel, keringés összeomlással jár. Az életfontosságú szervek vérellátása elégtelenné válik. Részletesen a hivatkozott szócikk tárgyalja.